# Tupolew Tu-154
Die Tupolew Tu-154 (russisch Туполев Ту-154, NATO-Codename: Careless) ist ein dreistrahliges Verkehrsflugzeug mittlerer Reichweite für 150 bis 180 Passagiere des russischen, ehemals sowjetischen Flugzeugherstellers Tupolew. Von 1968 bis zum Produktionsende 2013 wurden 1026 Exemplare gebaut.

## Geschichte
Der Jungfernflug des ersten Prototyps mit dem Kennzeichen СССР-85000 (die kyrillischen Buchstaben СССР entsprechen den lateinischen Lettern SSSR) fand am 4. Oktober 1968 mit dem Testpiloten N. Gorianow statt. Die erste für die staatliche Erprobung bei der Aeroflot vorgesehene Tu-154 wurde der Fluggesellschaft am 12. August 1970 überstellt. Im regulären Flugdienst der Aeroflot flog die Tu-154 erstmals am 9. Februar 1972 auf der Strecke Mineralnyje Wody–Simferopol; als Postflugzeug bereits ab 15. Mai 1971. Der erste Auslandsflug nach Prag fand am 1. August 1972 statt. Nachfolger sind Tu-204 bzw. Tu-214.
Insgesamt wurden etwas über 1000 Tu-154 und Tu-154M gebaut. Die letzten drei Tu-154M (zwei für Kuban Airlines, eine für die Regierung der russischen Region Samara) wurden Ende Juni 2006 fertiggestellt, die Auslieferungen fanden im Juli 2006 statt. Ende Januar 2009 befand sich allerdings wieder eine Maschine in der Endmontage im Werk Samara. Diese Maschine wurde am 29. April 2010 an das russische Verteidigungsministerium übergeben. Die vorerst letzten Auslieferungen fanden im Februar 2013 statt; Empfänger war erneut das russische Verteidigungsministerium.
Das Werk in Samara wird Ersatzteile noch mindestens 15 Jahre vorhalten.

## Einsatz und Charakteristik

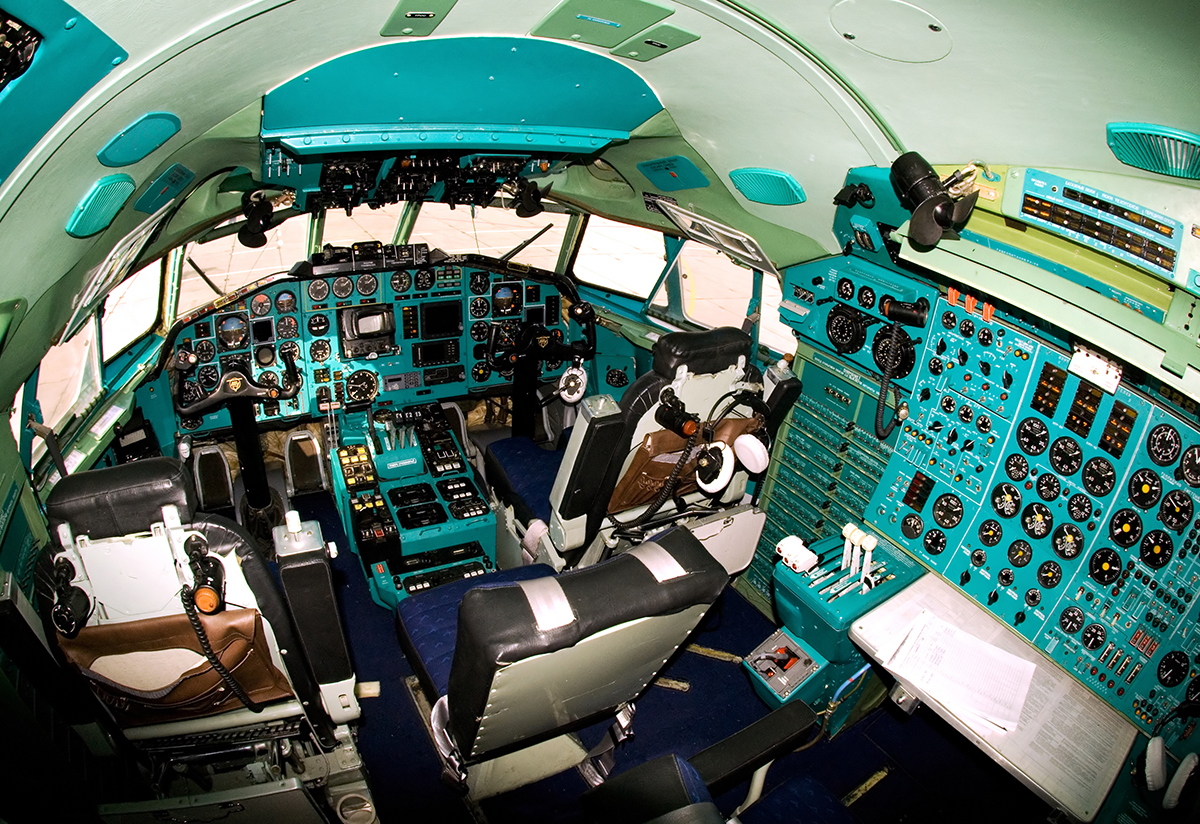
Cockpit einer Tupolew Tu-154M

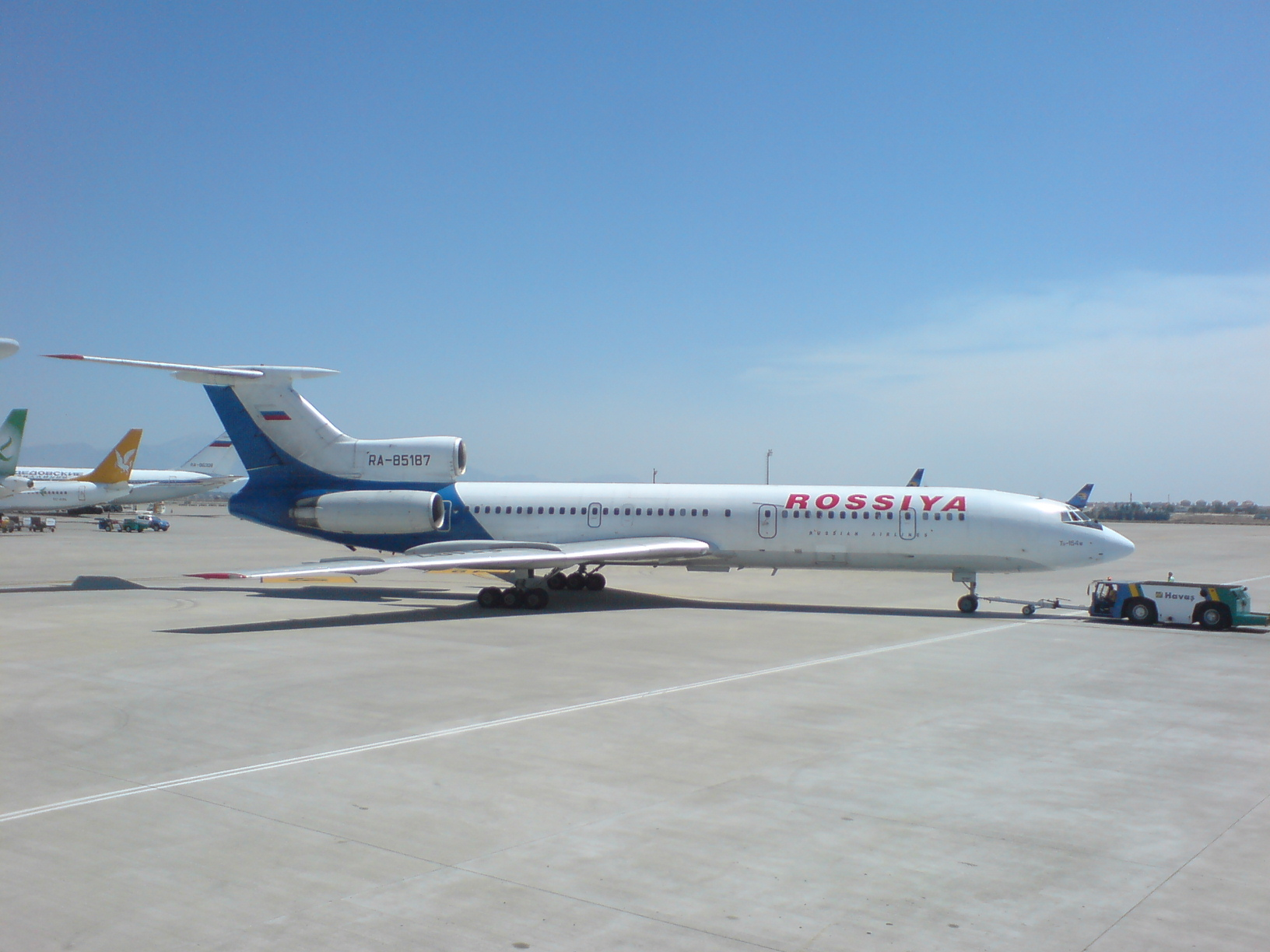
Tu-154M der Rossiya auf dem Flughafen von Antalya

Die Tupolew Tu-154 flog vor allem für die Aeroflot und Fluggesellschaften Osteuropas. Einige Exemplare waren unter anderem im Nahen Osten in Einsatz. Bei Aeroflot wurde sie bis zum 31. Dezember 2009 eingesetzt, vor allem auf den russischen Inlandsrouten. Nach einem letzten Flug von Jekaterinburg nach Moskau beabsichtigt Aeroflot, nach 40 Jahren alle 23 Tu-154 durch Airbus A320 zu ersetzen. Im März 2012 befanden sich weltweit noch etwa 100 Maschinen im aktiven Dienst. Etwa 300 Maschinen dieses Typs sind zurzeit abgestellt. Viele davon könnten innerhalb kurzer Zeit reaktiviert werden.
In Form und Größe ähnelt die Tupolew 154 anderen dreistrahligen Flugzeugen dieser Größenordnung, wie der Hawker Siddeley Trident oder insbesondere der Boeing 727. Sie hat aber eine etwas andere Auslegung. So sollte sie auf Inlandsstrecken sowohl die An-10 wie auch die Tu-104 ersetzen, den ersten sowjetischen Passagierjet. Wie die meisten sowjetischen Flugzeugtypen hat auch sie ein sehr robustes Fahrwerk, das den Betrieb auf unbefestigten Pisten erlaubt, und ist für höhere Reisegeschwindigkeiten ausgelegt. Diese Dreistrahler wurden vor der Entwicklung von ETOPS-Strahltriebwerken auf Strecken eingesetzt, die für vierstrahlige Maschinen unrentabel waren. Seit kurzem sind für die Triebwerke auch Triebwerksschalldämpfer, sogenannte Hush Kits, erhältlich, welche die Aufrüstung auf die kommende Lärmschutzklasse 4 ermöglichen. Der höhere Treibstoffverbrauch fällt aufgrund der geringen Kapitalkosten der Maschinen in der Gesamtrechnung nur bedingt ins Gewicht.
Nach der Wiedervereinigung Deutschlands übernahm die Flugbereitschaft des Bundesministeriums der Verteidigung zwei Tu-154M aus dem Bestand des Transportfliegergeschwaders 44 (TG-44) der Luftstreitkräfte der Nationalen Volksarmee. Eine Maschine wurde zu einer Aufklärungsmaschine umgebaut (11+02), um die Abrüstungsverträge im Rahmen von Open Skies zu überwachen. Die andere wurde als Transportmaschine genutzt. Erstere ging bei einer Kollision mit einer Lockheed C-141 Starlifter der US-Luftwaffe über dem Atlantik rund 120 km westlich von Namibia verloren. Alle 24 Besatzungsmitglieder fanden dabei den Tod. Die andere Maschine (DDR-SFA, 11+01) wurde zunächst in Dresden eingelagert, 1999 an eine bulgarische Fluggesellschaft verkauft und gelangte 2008 in den Iran, wo sie bis zum durch die zuständige Aufsichtsbehörde im Februar 2011 erfolgten Flugverbot aller im Iran registrierten Tu-154 eingesetzt war.
Im Jahr 2017 setzte das Russische Verteidigungsministerium noch 21 Flugzeuge des Typs ein, welche durch Tu-214 ersetzt werden sollten.
Die letzte Maschine des Flugdienstes der Slowakischen Republik wurde Ende August 2017 außer Dienst gestellt. Im Oktober 2020 stellte Alrosa als letzter ziviler Betreiber der Tu-154 die Maschine außer Dienst. Lediglich Air Koryo soll die Tu-154 noch für Inlandsflüge einsetzen. Die Streitkräfte Russlands haben die Tupolew Tu-154 weiterhin in ihrem Bestand.

## Konstruktion
Die Tu-154 ist ein freitragender Tiefdecker mit um 35° gepfeilten Flügeln in Ganzmetallbauweise mit drei Holmen. Die beiden dreiachsigen Hauptfahrwerke sind für Einsätze auf unbefestigten Pisten ausgelegt und werden nach hinten in Fahrwerksgondeln unter den Tragflächen eingezogen. Die ausfahrbaren Vorflügel werden elektrisch und die Landeklappen hydraulisch angetrieben.
Die drei Strahltriebwerke Kusnezow NK-8-2U der Tu-154 mit je 103 kN Schubkraft (Version Tu-154A, B) bzw. Solowjow D-30KP/KU mit 108 kN Schubkraft (Version Tu-154M) sind am Heck angebracht. Je ein Triebwerk ist rechts und links am Heck angeordnet; diese Triebwerke verfügen zur Verringerung der Landestrecke über ein Schubumkehrsystem. Das dritte Triebwerk saugt seine Luft mittig oberhalb des Rumpfes an der Seitenleitwerkswurzel an. Der Abgasstrom wird unterhalb des Leitwerkes geführt, wie es bei vielen dreistrahligen Flugzeugen der Fall ist, beispielsweise bei der Lockheed L-1011 TriStar.

## Varianten

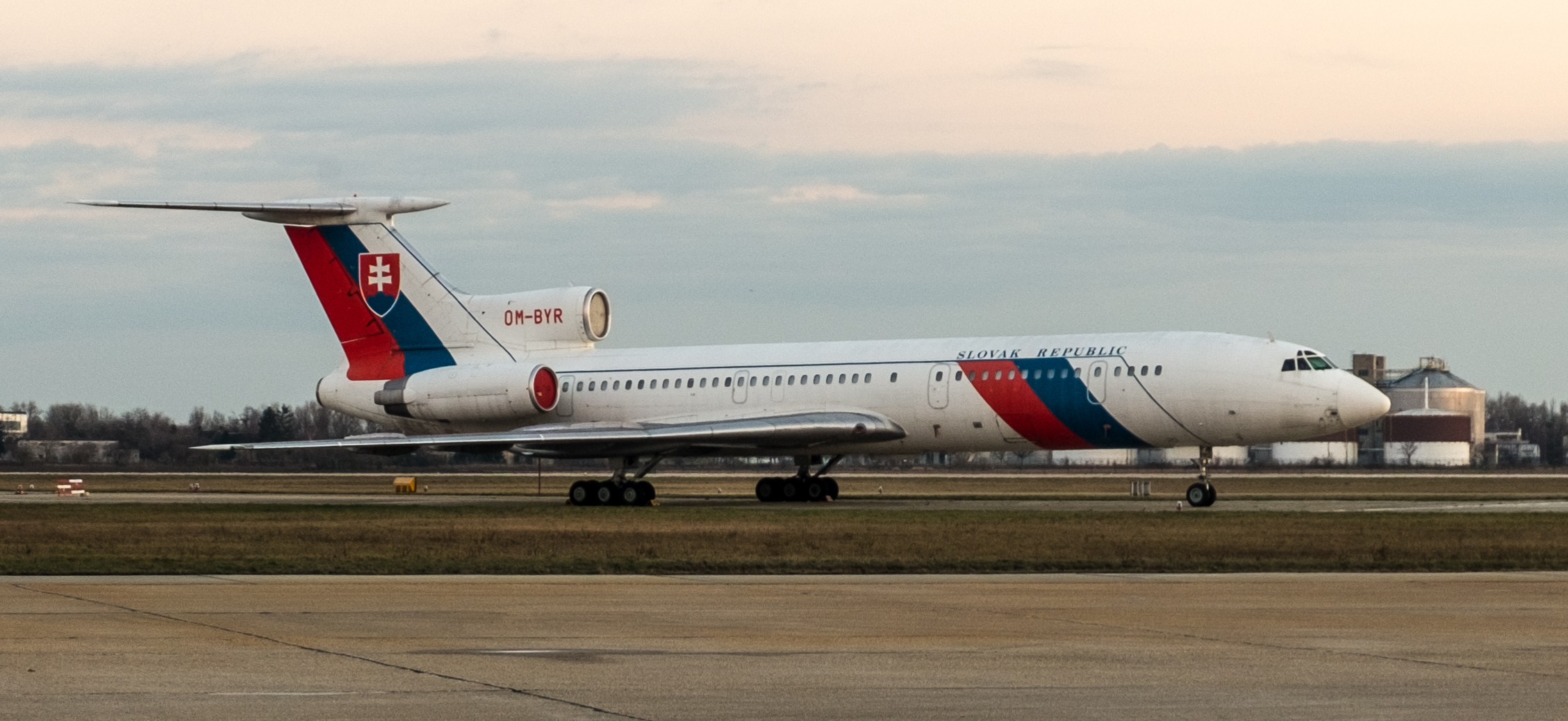
Tu-154M als slowakische Regierungsmaschine

Es gibt drei Baureihen der Tupolew 154, die sich äußerlich kaum unterscheiden. Unterschiede sind vor allem in der Technik zu finden. Äußeres Unterscheidungsmerkmal ist bei der Tu-154M am Heck die kreisrunde mittlere Triebwerksöffnung mit einem Abschlussring – bei den Vorgängertypen ist sie von der Seite gesehen leicht nach innen gewölbt. Tu-154 wurden mittlerweile häufig mit Triebwerksschalldämpfern ausgestattet und teilweise zum Frachter umgerüstet.
Es gab eine Reihe von Spezialausführungen, so z. B. als fliegendes Lazarett, für die Kosmonautenausbildung oder als reine Frachtversion.

### Tu-154 / Tu-154A / Tu-154B / Tu-154S
Es wurden drei durch Kusnezow-Triebwerke angetriebene Varianten gebaut: die ursprüngliche Tu-154, die schwerere und mit stärkeren Triebwerken ausgestattete Tu-154A sowie die Tu-154B mit einer weiteren Erhöhung des maximalen Startgewichts. Diese Varianten waren für 128 bis 146 Passagiere ausgelegt. Später konnte die Anzahl der Sitze durch den Einbau zweier zusätzlicher Notausstiege im Heck auf 168 erhöht werden. Ab der Version B-2, die 1977 erschien, konnte die dann mit Sechserreihen ausgestattete Tu-154 bis zu 180 Passagiere befördern. Die Tu-154S ist die Frachtvariante der Tu-154B.

### Tu-154M

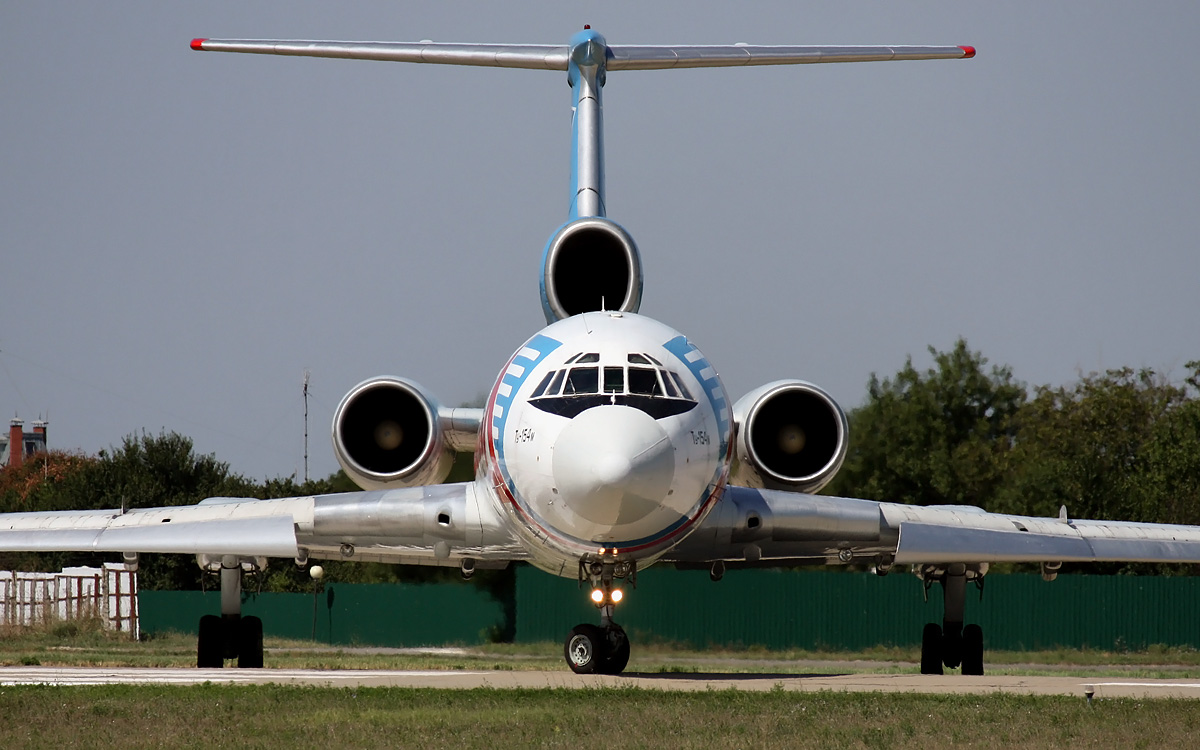
Tupolew Tu-154M der Ural Airlines

Die heute häufigste Version ist die Tu-154M, deren Erstflug 1982 stattfand. Im Gegensatz zu den vorherigen Varianten (Tu-154A und Tu-154B) weist sie auch von außen einige erkennbare Unterschiede auf. So ist sie insbesondere an den wirtschaftlicheren Awiadwigatel-Solowjow-D-30KU-Triebwerken deutlich zu erkennen, vor allem an der unterm Heck gänzlich anders ausgelegten mittleren Strahlaustrittsdüse; auch haben die Vorderkanten der Tragflächen ab den Vorflügeln einwärts einen etwas stärkeren Winkel, sodass sie auf der linken Seite bis unter die mittlere Einstiegstür hineinragen. Ferner ist das Landeklappensystem der Tu-154M eine Neukonstruktion.
Aufgrund dieser Neuerungen ist die Tu-154M wirtschaftlicher, leiser und zuverlässiger als die vorhergehenden Versionen. Aeroflot erreichte mit ihr fortwährend eine „dispatch reliability“ (technische Verfügbarkeit vor dem Start) von 99 %, was auch im Vergleich mit westlichen Flugzeugmustern ein ausgezeichneter Wert ist.
Die Tu-154M ist mittlerweile die einzige Variante der Tu-154, welche die gegenwärtigen europäischen Lärmrichtlinien Kategorie 3 erfüllt und damit zum Fliegen in der EU zugelassen ist.
Eine modernisierte Tu-154-100 mit Glascockpit wurde nicht mehr gebaut, allerdings flossen einige Modifikationen in die letzten Serienmodelle der Tu-154M ein.

### Tu-155/Tu-156

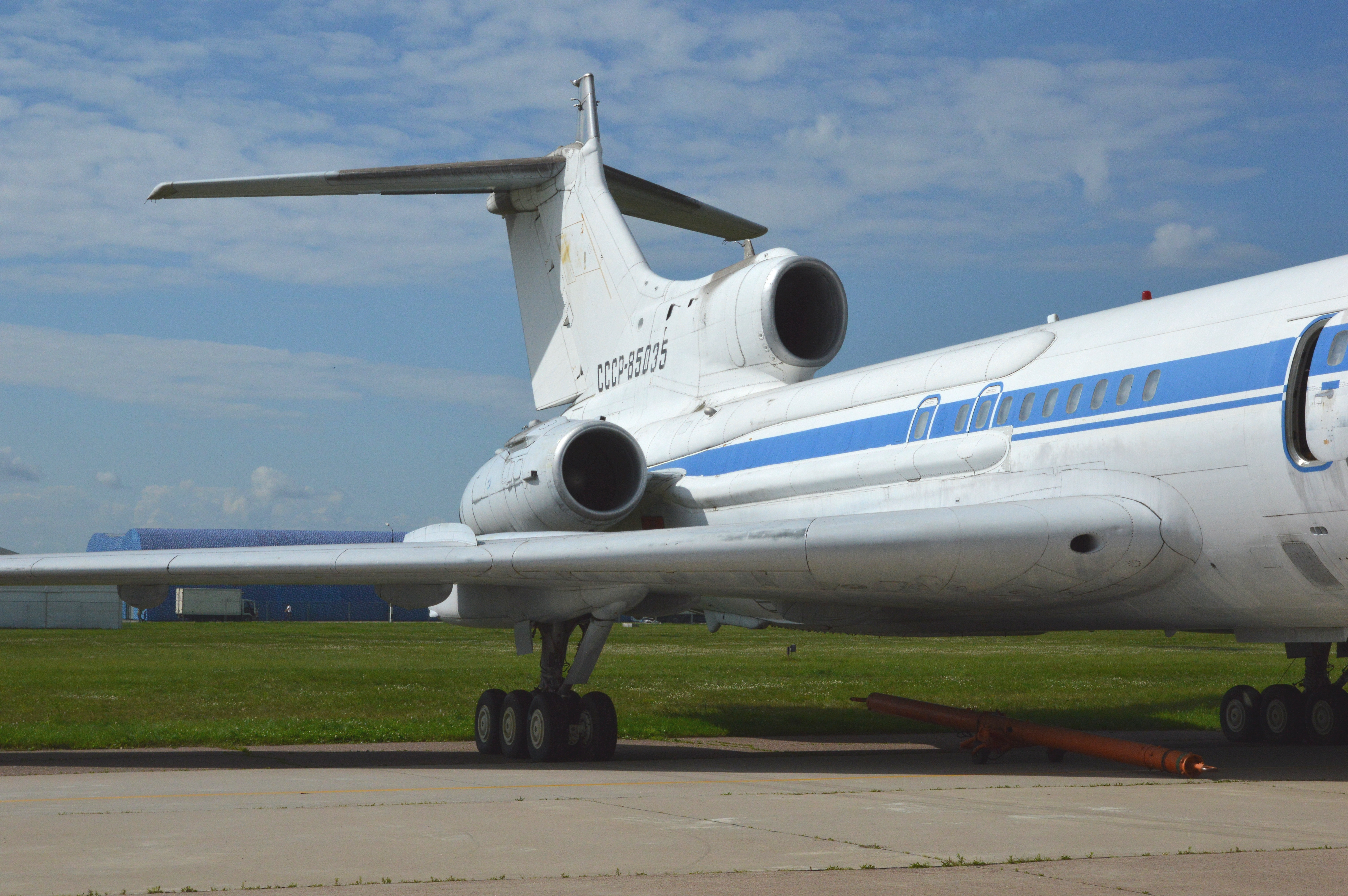
Tu-155 mit dem experimentellen Triebwerk

Zu den radikaler angelegten Weiterentwicklungen der Tu-154 zählen die mit Flüssigwasserstoff bzw. Erdgas betriebenen Prototypen Tu-155 und Tu-156.
Die Tu-155 basierte auf einer Serien-Tu-154B; ihr rechtes Triebwerk wurde nicht von Kerosin, sondern von Wasserstoff oder dem in Russland günstiger als Kerosin verfügbaren Erdgas angetrieben. Ihren ersten Flug mit Flüssigwasserstoff absolvierte die Tu-155 am 15. April 1988, ihren ersten Flug mit Erdgasantrieb am 18. Januar 1989; somit war sie laut Tupolew das erste erdgasgetriebene Flugzeug der Welt. Schon im Jahr 1975 war mit der Entwicklung von Gas-Triebwerken begonnen worden, während der Ursprung der Idee, mit Wasserstoff zu fliegen, auf Einschätzungen zurückging, wonach das Erdöl 2010 knapp würde, dafür aber Atomstrom zur Herstellung von Wasserstoff in großer Menge zur Verfügung stünde. Das Flugzeug führte Flüge nach Frankreich und Deutschland durch und wurde in Bratislava auch einmal mit Gas betankt.
Die Weiterentwicklung Tu-156 sollte alternativ mit Kerosin oder Erdgas betrieben werden, was zwar das Flugzeug um 10 Prozent verteuerte, es jedoch auch von der Erdgas-Infrastruktur unabhängig machte. Der Gastank lag im Heck, hinter der Kabine, wobei in diesem Abschnitt alle elektrischen Leitungen nach außen verlegt worden waren. Das Flugzeug hätte ab 1998 vorerst als Frachtflugzeug im Dienste von Gazprom zum Einsatz kommen sollen. Die Flugzeuge hätten in den nördlichen Gas-Städten wie Nowy Urengoi mit Gas betankt werden können, anstatt Kerosin dorthin bringen zu müssen. Es war Anfang 1997 mit dem Bau der Zelle des Prototyps begonnen worden.
Die Version Tu-156M2 hätte nur noch über zwei Triebwerke verfügt, dazu aber einen Buckel auf dem Rumpf für den Gastank. Die Tu-156 ist nicht mit dem gleichnamigen Projekt identisch.

## Zwischenfälle
Die genaue Unfallstatistik russischer Flugzeuge ist schwieriger zu ermitteln als die westlicher Typen. Eine diesbezüglich als Referenz geltende Boeing-Statistik lässt diese aus, da keine gesicherten Informationen über Unfälle vor der Wende existieren und Typen, die erst danach in Dienst gestellt wurden, zumeist nur geringe Stückzahlen erreichen. Ein unvollständiger Vergleich ist jedoch über die Webseiten des Aviation Safety Network möglich. Hiernach liegt die Zahl der Unfälle pro gebautem Flugzeug bei etwas mehr als der Hälfte der gleich alten und in ähnlicher Stückzahl gebauten Boeing 737-100/-200 (61 von ≈1000 gegenüber 104 von ≈1100). Neuere Typen (A320-Familie, Boeing 737-300 und höher, Tu-204/214) kommen auf wesentlich geringere Zahlen (A320 19 von ≈3000, neuere 737 22 von ≈4500). Auffällig ist ein hoher Anteil an Kollisionen.
Im Jahre 2004 wurde die Sicherheitsbilanz der Tu-154 unter Berücksichtigung der langen Einsatzzeit und ihres Einsatzes unter schwierigen Bedingungen, unter denen andere Flugzeugtypen überhaupt nicht operieren können, insgesamt als überdurchschnittlich gut bzw. besser als erwartet beurteilt. Ende Oktober 2020 wurde die Sicherheit des Typs immer noch als zufriedenstellend eingeschätzt.
- Am 19. Februar 1973 unterschritt eine aus Moskau-Scheremetjewo kommende Tupolew Tu-154 (Luftfahrzeugkennzeichen CCCP-85023) der sowjetischen Aeroflot während des Anflugs auf die Landebahn 25 (heute Landebahn 24) am Flughafen Prag den Gleitpfad und schlug 467 Meter vor der Bahn mit dem Bugrad zuerst auf dem Boden auf. Anschließend brach in dem Flugzeugwrack ein Feuer aus. Von den 100 Insassen kamen 66 ums Leben, vier von 13 Crewmitgliedern und 62 von 87 Passagieren. Die Opfer unter den Passagieren kamen aus der Sowjetunion (37), der Tschechoslowakei (17), Kuba (5), Polen, Rumänien und der DDR (je 1) (siehe auch Aeroflot-Flug 141).[17]

- Am 10. Juli 1974 kam es bei einer Tupolew Tu-154 der Egypt Air (SU-AXB) beim Durchstarten hinter der Landebahn 23 am Flughafen Kairo-International zu einem Strömungsabriss. Das Flugzeug stürzte ab, alle 6 Insassen dieses Trainingsfluges starben (siehe auch Flugunfall einer Tupolew Tu-154 der Egyptair bei Kairo 1974).[18]

- Am 30. September 1975 stürzte eine Tupolew Tu-154 der ungarischen Fluggesellschaft Malév (HA-LCI) im Landeanflug auf den Flughafen Beirut aus bis heute unerklärlichen Gründen ins Mittelmeer.

- Am 2. Dezember 1977 konnte eine an Libyan Arab Airlines verleaste Tupolew Tu-154A der Balkan Bulgarian Airlines (LZ-BTN) wegen dichten Nebels nicht auf dem Zielflughafen Bengasi (Libyen) landen. Das aus Dschidda kommende Flugzeug befand sich auf einem Haddsch-Flug. Es gelang der Besatzung nicht, den Ausweichflughafen zu finden. Es wurde noch versucht, den Flughafen von Al-Baida zu erreichen, wegen Treibstoffmangels kam es aber zu einer missglückten Notlandung, bei der das Flugzeug zerstört wurde. Von den 159 Passagieren an Bord überlebten 59 den Unfall nicht. Die Piloten hatten nicht berücksichtigt, dass der ägyptische Luftraum für libysche Flugzeuge gesperrt war, sodass zu geringe Kraftstoffreserven vorhanden waren (siehe auch Flugunfall einer Tupolew Tu-154 der Libyan Arab Airlines).[19]

- Am 23. März 1978 flog eine Tupolew Tu-154 der Balkan Bulgarian Airlines (LZ-BTB) beim Anflug auf den Flughafen Damaskus (Syrien) 23 Kilometer nordöstlich davon in bergiges Gelände. Alle 4 Besatzungsmitglieder, die einzigen Insassen, kamen ums Leben.[20]

- 11. Oktober 1984: Bei der Landung einer Tupolew Tu-154B-1 der Aeroflot (CCCP-85243) auf dem Flughafen Omsk kollidierte das Flugzeug mit drei auf der Landebahn befindlichen Arbeitsfahrzeugen. Dabei starben 174 der 179 Menschen an Bord sowie vier Insassen der Fahrzeuge. Einer der Fluglotsen des Kontrollturms war eingeschlafen und hatte daher den Anfluglotsen nicht über die Fahrzeuge informiert (siehe auch Aeroflot-Flug 3352).[21]

- Am 23. Dezember 1984 verunglückte eine Tupolew Tu-154 der Aeroflot (CCCP-85338) auf dem Flug von Krasnojarsk nach Irkutsk. Wenige Minuten nach dem Start war eine Niederdruckkompressorscheibe in einem der Triebwerke gebrochen, die umherfliegenden Trümmer beschädigten Kraftstoffleitungen sowie die elektrischen Leitungen zu einem weiteren Triebwerk und es kam zu einem Feuer an Bord. Die Piloten versuchten, zum Flughafen Jemeljanowo zurückzukehren. Während der Notlandung stürzte das Flugzeug ab, wobei 110 der 111 Passagiere an Bord starben.[22]

- Am 10. Juli 1985 war es während des Flugs einer Tupolew Tu-154 der Aeroflot (CCCP-85311) von Qarshi nach Sankt Petersburg nach dem Abheben auf Grund von zu geringer Fluggeschwindigkeit zu Vibrationen gekommen. Die Piloten nahmen irrtümlicherweise ein Triebwerksproblem als Ursache an und zogen die Schubhebel zweimal hintereinander in den Leerlauf. Dadurch erhöhte sich der Anstellwinkel um 25°, es kam zum Strömungsabriss an den Tragflächen und einem Flammabriss an den Triebwerken. Das Flugzeug stürzte nahe Uchquduq ab, wobei alle 200 Personen an Bord starben.[23]

- Am 9. Januar 1993 setzte eine Tupolew Tu-154B-2 der Indian Airlines, betrieben durch Uzbekistan Airways (UK-85533), bei der Landung auf dem Flughafen Delhi-Indira Gandhi (Indien) rechts neben der Landebahn auf. Die Sichtweite im Nebel lag unter der vorgeschriebenen Mindestsicht. Sie kollidierte mit einigen festen Einrichtungen am Boden, erhob sich wieder in die Luft und landete schließlich auf dem Boden rechts neben der Landebahn. Dabei brachen die rechte Tragfläche und das Heck des Flugzeugs ab und es kam in Rückenlage zum Liegen. Als Unfallursachen wurden hauptsächlich die Fehler des usbekischen Kapitäns ermittelt, trotz der unzulässig schlechten Sicht nicht nach Ahmedabad auszuweichen und dann auch noch ein Durchstarten zu unterlassen, als der Sichtkontakt zur Landebahn verloren war. Alle 165 Insassen, 13 Besatzungsmitglieder und 152 Passagiere, überlebten trotzdem den Unfall.[24]

- Am 8. Februar 1993 stieß eine Tu-154M auf einem Charterflug der Iran Airtour (EP-ITD) kurz nach dem Start vom Flughafen Teheran mit einer Suchoi Su-24 der Iranischen Luftwaffe zusammen, die gerade im Anflug war. Alle zwölf Besatzungsmitglieder und alle 119 Passagiere kamen ums Leben, außerdem die beiden Piloten des Kampfflugzeugs (siehe auch Flugzeugkollision bei Teheran 1993).[25]

- Am 22. September 1993 wurde eine Tupolew Tu-154 der Transair Georgia (4L-85163) beim Anflug auf den Flughafen Sochumi-Babuschara (Georgien) mit einer durch abchasische Aufständische abgefeuerten russischen Luftabwehrrakete abgeschossen. Von den 132 Insassen wurden 108 getötet, 8 Besatzungsmitglieder und 100 Passagiere.[26]

- Am 23. September 1993 wurde eine geparkte Tupolew Tu-154B-2 der Orbi Georgian Airways (4L-85359) auf dem Flughafen Sochumi-Babuschara (Georgien) durch Mörser- oder Artilleriebeschuss zerstört.[27]

- Am 3. Januar 1994 stürzte eine Tu-154M der Baikal Air (RA-85656) kurz nach dem Start vom Flughafen Irkutsk (Russland) Richtung Moskau wegen Triebwerks- und Hydraulikproblemen ab, nachdem es dadurch zum Kontrollverlust gekommen war. Alle 124 Menschen an Bord und einer am Boden starben (siehe auch Baikal-Airlines-Flug 130).[28]

- 6. Juni 1994: In Xi’an in der Volksrepublik China stürzte zehn Minuten nach dem Start eine Tu-154 der China Northwest Airlines ab. Alle 160 Menschen an Bord starben (siehe auch China-Northwest-Airlines-Flug 2303).

- 7. Dezember 1995: Nahe Grossewitschi, Russland, stürzte eine 19 Jahre alte Tu-154B auf dem Weg von Juschno-Sachalinsk nach Chabarowsk ab. Alle 98 Insassen kamen um (siehe auch Khabarovsk-United-Air-Flug 3949).

- 29. August 1996: Eine Tu-154 der russischen Vnukovo Airlines prallte beim Anflug auf Longyearbyen auf Spitzbergen, Norwegen nach zahlreichen Fehlern der Flugbesatzung gegen einen Berg. Keiner der 141 Menschen an Bord überlebte.[29][30][31]

- 13. September 1997: Über dem Atlantik, rund 120 Kilometer westlich von Namibia, kollidierte eine Tu-154M der Deutschen Luftwaffe mit einer Lockheed C-141 Starlifter der US-Luftwaffe. Die deutsche Maschine befand sich in der falschen Flughöhe, was von der Flugkontrolle nicht bemerkt worden war. Alle 24 Menschen an Bord der Tupolew und alle 9 der Starlifter starben. Der Flugdatenschreiber und der Stimmenrekorder der Maschine befinden sich heute im Militärhistorischen Museum der Bundeswehr auf dem Flugplatz Berlin-Gatow (siehe auch Flugzeugkollision vor Namibia 1997).

- 15. Dezember 1997: In Schardscha in den Vereinigten Arabischen Emiraten stürzte eine Tu-154 aus Tadschikistan kommend wegen zu niedrigen Landeanfluges ab. Von den 86 Insassen überlebte nur einer.
- 29. August 1998: Eine Tu-154 der Cubana mit Ziel Guayaquil in Ecuador konnte beim Start keine ausreichende Höhe gewinnen und stürzte in bewohntes Gebiet der Hauptstadt Quito. Bei dem Unfall starben 70 von 90 Menschen im Flugzeug und 10 Anwohner.

- 24. Februar 1999: In Wenzhou in der Volksrepublik China stürzte eine Tu-154M der China Southwest Airlines beim Anflug auf Wenzhou ab, wobei alle 61 Menschen an Bord umkamen. Als wahrscheinliche Unfallursache gilt ein fehlerhaftes Bauteil der Höhenrudersteuerung (siehe auch China-Southwest-Airlines-Flug 4509).

- 4. Juli 2001: Eine Tu-154 der Vladivostok Avia stürzte beim dritten Anflugversuch auf Irkutsk in Russland aufgrund eines Pilotenfehlers ab, alle 145 Menschen an Bord starben (siehe auch Vladivostok-Avia-Flug 352).

- Am 4. Oktober 2001 wurde eine Tupolew-154, unterwegs von Tel Aviv nach Nowosibirsk, versehentlich von einer Rakete der ukrainischen Marine abgeschossen. An Bord der Maschine waren 66 Passagiere sowie 12 Besatzungsmitglieder. Anfangs vermuteten staatliche Stellen einen Terrorakt, später wurde der Fehlschuss einer S-200-Boden-Luft-Rakete bei einem Militärmanöver bestätigt (siehe auch Sibir-Flug 1812).

- 12. Februar 2002: Eine Tu-154 der Iran Airtour kollidierte im Landeanflug auf die iranische Stadt Khorramabad mit dem Sefid-Kouh-Gebirge. Zu diesem Zeitpunkt herrschten vor Ort schlechte Sichtverhältnisse und starker Regen sowie Schnee. Bei dem Unfall kamen sämtliche 12 Besatzungsmitglieder und 107 Passagiere ums Leben (siehe auch Iran-Airtour-Flug 956).[32]

- 1. Juli 2002: Eine russische Tu-154 und eine Boeing 757 Frachtmaschine der DHL stießen in 11.000 m Höhe über dem Bodensee bei Überlingen zusammen und stürzten ab, wobei es 71 Tote gab. Als Ursache wurde ein Fehler der zuständigen schweizerischen Luftüberwachung Skyguide angegeben. Es ist der schwerste Flugunfall über Deutschland in neuerer Zeit (siehe auch Flugzeugkollision von Überlingen).

- 24. August 2004: Absturz einer Tu-154B-2 der Sibir Airlines unterwegs von Moskau-Domodedowo nach Sotschi nahe Gluboki, Oblast Rostow und fast zeitgleicher Absturz einer Tupolew Tu-134 der Fluggesellschaft Wolga-Awiaexpress von Moskau-Domodedowo nach Wolgograd nahe Tula. Beide Flugzeuge russischer Herkunft wurden von offenbar tschetschenischen Rebellen entführt und in der Luft gesprengt. Dabei kamen 89 Menschen ums Leben. (siehe auch Anschläge auf zwei Flugzeuge in Russland am 24. August 2004)

- 22. August 2006: In der Ukraine stürzte eine Tu-154 der russischen Gesellschaft Pulkovo Airlines auf dem Weg von Anapa nach Sankt Petersburg ab. An Bord waren 170 Menschen. Alle Insassen kamen dabei ums Leben (siehe auch Pulkovo-Airlines-Flug 612).[33]

- 1. September 2006: Eine Tu-154 der Gesellschaft Iran Airtour mit 148 Insassen fing bei der Landung in Maschhad (Nordostiran) Feuer, nachdem ein Reifen geplatzt war und die Maschine unkontrollierbar über die Landebahn rutschte. Dabei starben 29 Personen (siehe auch Iran-Airtour-Flug 945).

- 15. Juli 2009: Eine Tu-154M der Gesellschaft Caspian Airlines verunglückte nur 16 Minuten nach dem Start in der Provinz Kaswin im Iran, nordwestlich der Hauptstadt Teheran mit 168 Menschen an Bord. Das Flugzeug war auf dem Weg von Teheran nach Jerewan in Armenien. Die Maschine stürzte auf ein Feld, alle Insassen kamen dabei ums Leben (siehe auch Caspian-Airlines-Flug 7908).[34]

- 24. Januar 2010: Eine Tu-154 der iranischen Fluggesellschaft Taban Air mit 157 Insassen fing bei der Landung in Maschhad (Nordostiran) Feuer, nachdem ein Reifen geplatzt war und die Maschine unkontrollierbar über die Landebahn rutschte. Bei dem Unfall wurden 59 Personen verletzt.

- 10. April 2010: Eine Tu-154M mit dem polnischen Präsidenten Lech Kaczyński stürzte beim Landeanflug auf den russischen Militärflugplatz Smolensk-Nord ab. Dabei kamen der Präsident, seine Frau, der Generalstabschef, der Vize-Außenminister und der Chef der Zentralbank ums Leben, insgesamt wurden 96 Menschen getötet (siehe auch Flugunfall von Smolensk 2010).[35]

- 7. September 2010: Eine Tu-154 (RA-85684) der Fluggesellschaft Alrosa Airlines musste nach schwerem technischen Defekt auf dem verlassenen Militärflugplatz Ischma in der Republik Komi in Russland notlanden. Zuvor war in 10.000 Metern Höhe die gesamte Bordelektronik ausgefallen. Außerdem funktionierten die Bremsklappen nicht, sodass das Flugzeug mit zu großer Geschwindigkeit auf der mit 1200 Metern zu kurzen Landebahn landen musste. Die Maschine raste 200 Meter über das Landebahnende hinaus. Alle 72 Passagiere an Bord und 9 Besatzungsmitglieder überlebten die Landung unverletzt.[36] Die Maschine startete am 24. März 2011 nach kleineren Instandsetzungsarbeiten von der mit Schnee und Eis bedeckten 1200 m langen Piste in Richtung Uchta. Nach nur 800 m hob die Maschine, von zwei Testpiloten geflogen, sicher ab. Nach einer größeren technischen Durchsicht wurde die Maschine wieder in Dienst gestellt.

- 4. Dezember 2010: An einer Tu-154 der Dagestan Airlines mit 171 Menschen an Bord versagten kurz nach dem Start auf dem Moskauer Flughafen Wnukowo zwei der drei Triebwerke. Die Maschine wurde auf dem Moskauer Flughafen Domodedowo notgelandet; dabei rutschte sie in ein Feld und zerbrach in drei Teile. Zwei Menschen kamen dabei ums Leben, 39 wurden schwer verletzt.[37][38]

- 1. Januar 2011: Bei der Kogalymavia-Tu-154B-2 mit der Registrierung RA-85588 kam es durch einen Kurzschluss der Stromgeneratoren nach dem Starten der Triebwerke zu einem Brand im Heck. Innerhalb von 15 Minuten stand die Maschine auf dem Rollfeld des Flughafens von Surgut in Russland vollständig in Flammen. Die Besatzung leitete sofort nach Bemerken des Feuers die Evakuierung ein, dennoch kamen 3 der Passagiere ums Leben. Insgesamt befanden sich 124 Passagiere und 8 Besatzungsmitglieder an Bord.[39]

- 25. Dezember 2016: Eine Tu-154 mit 92 Menschen, davon 8 Besatzungsmitglieder, an Bord, stürzte nur sieben Minuten nach dem Start in Sotschi, Russland, 1,5 km vor der Küste ins Schwarze Meer. Das Militärflugzeug sollte 64 Mitglieder des Alexandrow-Ensemble nach Latakia, Syrien bringen (siehe auch Russian-Federation-Force-Flug 7091).[40]

## Technische Daten

Dreiseitenriss der Tu-154B

| Kenngröße                                  | Daten                                                   |
| ------------------------------------------ | ------------------------------------------------------- |
| Besatzung                                  | 3                                                       |
| Passagiere                                 | 160–180                                                 |
| Spannweite                                 | 37,55 m                                                 |
| Länge                                      | 47,92 m                                                 |
| Höhe                                       | 11,40 m                                                 |
| Flügelfläche                               | 201,45 m²                                               |
| Flügelstreckung                            | 7,0                                                     |
| Leermasse                                  | 55.300 kg                                               |
| max. Startmasse                            | 100.000 kg                                              |
| Startgeschwindigkeit                       | 245 km/h                                                |
| reichweitenoptimierte Reisegeschwindigkeit | 850 km/h (Tu-154)                                       |
| Höchstgeschwindigkeit                      | 950 km/h                                                |
| Dienstgipfelhöhe                           | 11.900 m                                                |
| Reichweite                                 | 6.600 km                                                |
| Triebwerke                                 | drei Strahltriebwerke D-30KU-154 mit je 102,97 kN Schub |